# Svadba (2000.)
Svadba (rus. "Сва́дьба") - film Pavla Lungina iz 2000. Iste je godine sudjelovao u osnovnom natjecateljskom programu festivala u Cannesu, te je dobio nagradu za najbolji glumački ansambl. Film je također osvojio nagradu za najbolji igrani film (Pavel Lungin) na filmskom festivalu Okno v Jevropu u Viborgu, glavnu nagradu Aurora (Pavel Lungin) na filmskom festivalu u Tromsu, te dvije nagrade za najbolju sporednu mušku ulogu (Andrej Panin): Zlatni ovan i nagrada na filmskom festivalu Sozvezdije.

## Radnja
Mlada djevojka Tanja se vraća iz Moskve u rodni grad Lipke. Sve joj je poznato još iz djetinjstva: kuće i njihovi stanovnici, prijateljice i običan mladić Miša koji ju je zavolio još u školi. Na plesu, popivši votke za hrabrost, Tanja mu je obećala da će baciti novčić, te da će se, ako bude glava, udati za njega...

"U osnovi je sižea vrlo jednostavna priča: nema se od čega živjeti, ali se ima volje ženiti. Ti ljudi umiju biti sretni, umiju biti i nesretni. Znate li na kakvu sam zanimljivu misao došao? Sposobnost da se osjeća nesreća je korak prema osjećanju sebe, a zatim prema formiranju vlastite ličnosti. Pravo da se bude nesretan je jedna iz etapa svijesti o samome sebi. U Svadbi postoji prividna jednostavnost ljubavne priče iza koje se mnogo toga skriva. Ta je priča vrlo ljudska, ponegdje naivna, te se zato iz nje pomalja paradoksalnost, ponekad apsurd našeg života."

"Moji su filmovi pitanja na koje nemam odgovor. Snimajući ovaj film, jednostavno sam se trudio shvatiti i otkriti kako ljudi žive danas, da li su se promijenili zadnjih godina. Otkrio sam da su se jako malo promijenili, te su svi povijesni krici o tome da narod pogiba, da više nije ostalo nikakvih vrijednosti, jednostavno besmisleni." (Pavel Lungin)

## Uloge
- Marat Bašarov - Miška Krapivin
- Marija Mironova - Tanja Simakova
- Andrej Panin - Garkuša
- Galina Petrova - Miškina majka
- Vladimir Saljnikov - Miškin otac
- Nadežda Markina - Miškina sestra
- Vladimir Kašpur - djed Krapivin
- Natalija Koljakanova - Tanjina teta iz Harkiva
- Marina Golub - direktorica trgovine
- Marija Golubkina - Sveta
- Oleg Jesaulenko - bajanist
- Aleksej Mironov - šef milicije
- Jelena Novikova - Zojka
- Pavel Pojmalov - Tofik
- Ilja Rutberg - Jefim (organizator zabave)
- Aleksandr Semčev - Borzov
- Vladimir Simonov - Vasilij Borodin